# 陳偉殷
陳偉殷（1985年7月21日—），臺灣職業棒球選手，擔任投手，曾效力於日本職棒（中日龍、千葉羅德海洋和阪神虎），美國職棒（巴爾的摩金鶯和邁阿密馬林魚），以及獨立棒球聯盟大西洋職棒長島鴨。陳偉殷出身於高雄市仁武區，畢業於國立體育大學，是臺灣首位自日本職棒轉戰美國職棒大聯盟的球員，台灣投手在大聯盟累計投球局數（1,064+2⁄3局）及三振數（864次）最高者。常被臺灣媒體暱稱他為「殷仔」、「台灣殷雄」等，座右銘為「一生懸命」。
2025年2月26日，陳偉殷在臉書個人頁面宣布將於3月16日正式退休。

## 早期
陳偉殷出生於高雄縣仁武鄉（今高雄市仁武區），曾為八卦國小少棒隊、仁武國中與橋頭國中（因仁武國中青少棒隊解散而轉入）青少棒隊、高苑工商棒球隊的一員；而曹錦輝及部分中華職棒的球員也曾是高苑工商的一員。2002年IBA世界青棒錦標賽，對南韓隊演出12次三振完封勝，獲得大會最佳左投手。高中時的最快球速達143km/h，在速度上雖非出類拔萃，但擁有的資質與未來發展性依然讓他受到國外球探的關注。

## 職業生涯

### 中日龍（2004年–2011年）
2003年中自高苑工商畢業後進入國立體育大學就讀，同年底與日本職棒中日龍簽約，簽約金85萬美金，年薪1200萬日幣。
2004年職棒生涯首年雖無升上1軍的機會，但在季中參與了雅典奧運。
2005年首次日職1軍登板，2006年11月於左手肘施行手術（包括韌帶重建手術、疲勞性骨折、尺神經壓迫症等治療），2007年因術後復健轉為育成選手。
2008年4月2日面對讀賣巨人先發投手山本昌受傷退場，緊急上場中繼，拿下日職生涯首勝。
2008年7月16日出戰讀賣巨人奪下先發首勝。
2008年代表中華隊征戰北京奧運，預賽面對荷蘭隊主投7局無失分，飆出7次三振，被敲出3支安打，終場中華隊5：0獲勝，也是該屆奧運賽事中華隊唯一的一場勝利。
2008年9月16日面對東京養樂多燕子之戰投出生涯第一次完投完封勝。
2009年5月3日出戰橫濱灣星，前6局讓橫濱隊的打者18上18下，最終投出9局完封勝，被敲出5支安打與2次保送，5次三振。
2009年8月先發4場33局，以3勝0敗、1完封、防禦率0.82、WHIP0.79的成績得到月MVP，
2009年9月9日出戰阪神虎主投9局完封勝，只被敲出2安打，飆出10次三振，奪下本季第7勝。9月15對廣島隊投出了生涯最高的154km/h球速。
2009年奪下中央聯盟防禦率王。
2010年7月18日出戰廣島鯉魚燃燒145球，主投9局完封勝，送出8次三振、被敲出3支安打，奪下個人本季第8勝。
2010年日本大賽對戰千葉羅德海洋，陳出戰第二場，投6局僅失1分取得勝投，助球隊追平系列賽。系列賽第六場再度出戰，投滿7局失2分，無關勝敗。
2011年8月18日出戰讀賣巨人演出7+2⁄3局的完全比賽的精采表現，最終完投9局只被敲出2支安打無失分，4次三振。
2011年日本大賽對戰福岡軟銀鷹，陳偉殷以球隊頭號先發的身份出戰第一場，主投8局僅失1分，雖無關勝敗，仍幫助球隊系列賽先拔頭籌。系列賽第五場再度出戰，前7局失2分，第8局表現不穩，未能解決打者被打下場，最終承擔敗投。日本一通算成績：4戰1勝1敗，兩次出戰日本大賽皆落敗。

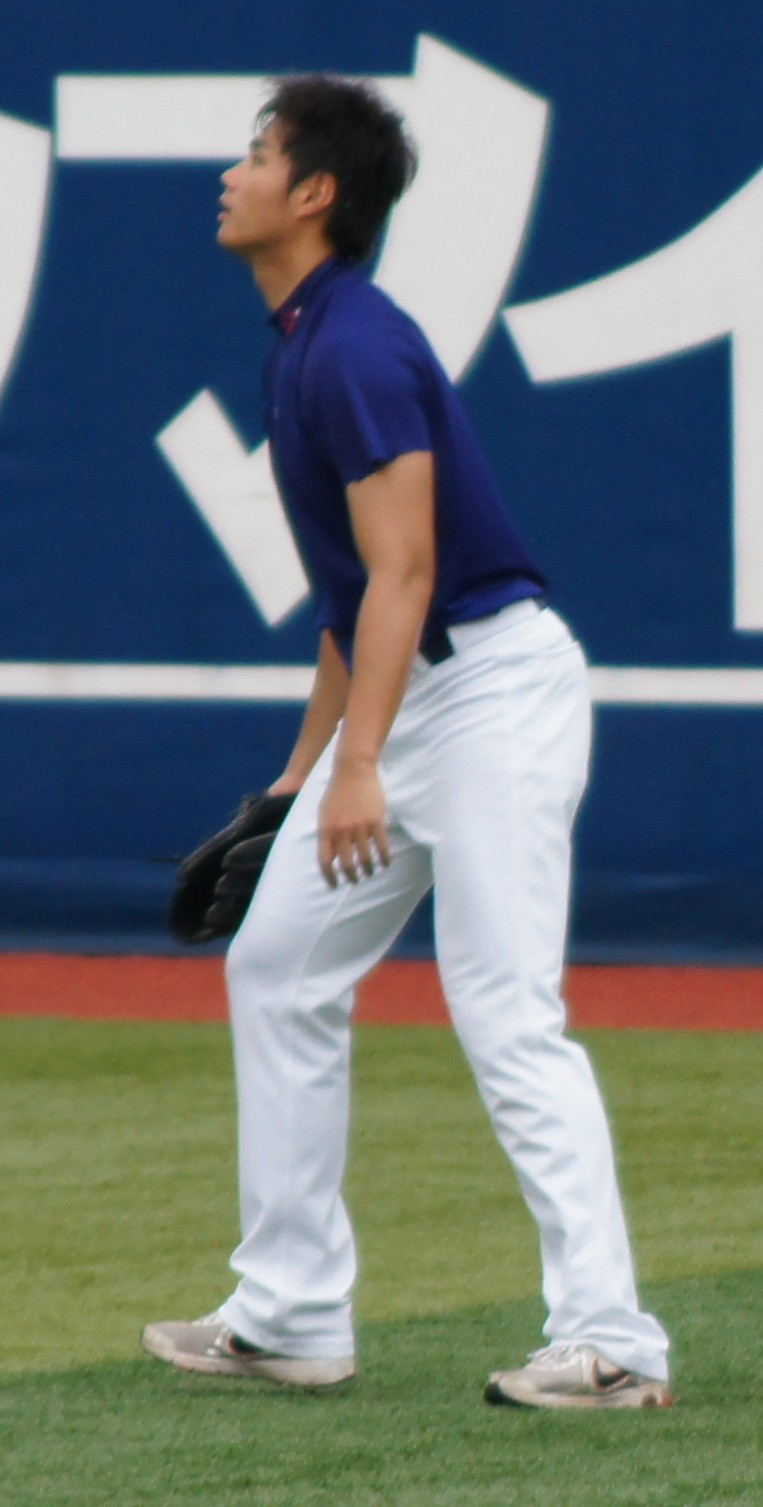
陳偉殷於2011年效力於中日龍隊

### 巴爾的摩金鶯（2012年–2015年）
2012年

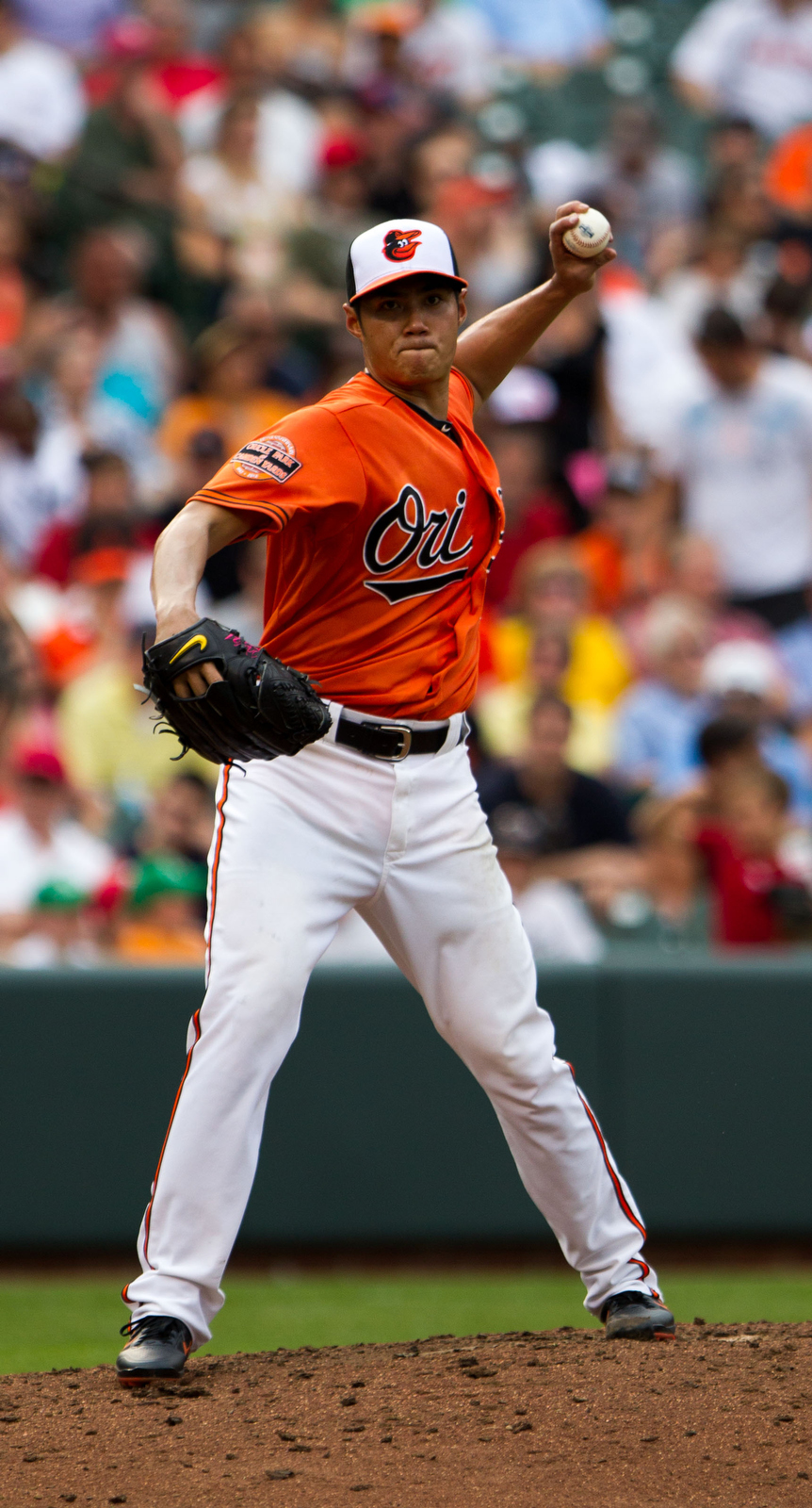
陳偉殷2012年美職菜鳥年

1月10日，以三年1,138.3萬美元合約加入美國職棒大聯盟巴爾的摩金鶯，成為臺灣史上第一位由日本職棒轉戰美國職棒大聯盟發展的棒球員。
4月10日，美國職棒大聯盟初登板，成為第七位登上大聯盟的臺灣球員，於金鶯主場先發面對紐約洋基，主投5+2⁄3局被打7支安打，送出6次三振、1次保送，失四分，無關勝敗。
4月17日，客場先發對芝加哥白襪，主投5+1⁄3局，被打6支安打，4次三振、2次保送，失兩分，終場金鶯3比2勝白襪，拿下大聯盟生涯首勝。
7月30日，對戰奧克蘭運動家，主投5+2⁄3局投出12次三振，只失1分非自責分，奪下第9勝，破台灣球員在大聯盟中單場最多三振、菜鳥球季最多勝紀錄，金鶯隊史上第一位，投不滿6局就送出10次三振的投手。
8月5日，先發對坦帕灣光芒，主投7局被打5支安打、4次三振及1次保送，無失分拿下第10勝，成為繼王建民後，第二位在大聯盟單季拿下雙位數勝投的台灣投手。

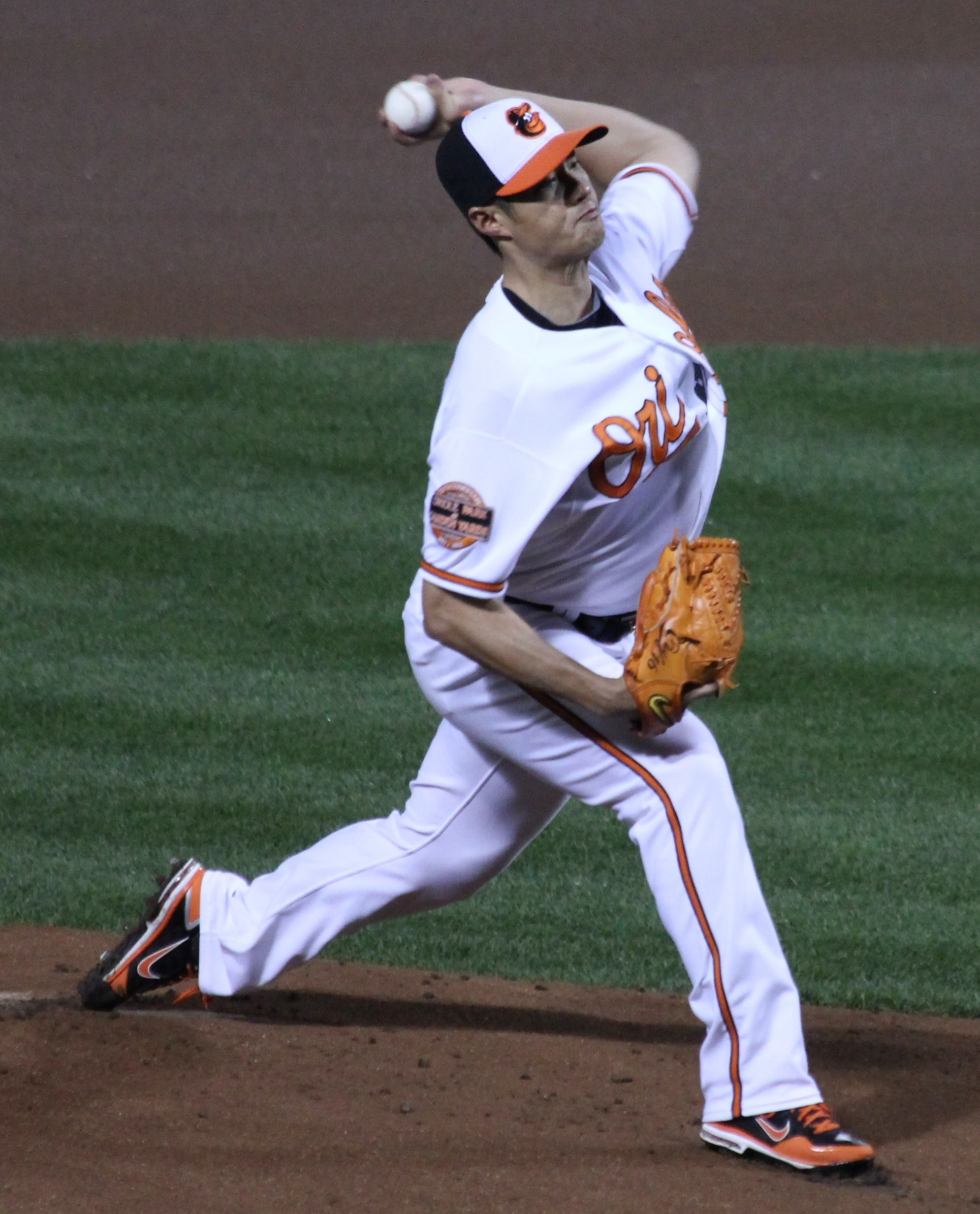
陳偉殷於2012年美國聯盟分區賽第二戰投球

10月9日，美國聯盟分區賽第二戰，對戰美聯例行賽戰績第一的紐約洋基，主投6+1⁄3局被打出8支安打，3次三振，1次保送，2失分，終場金鶯3比2擊敗洋基，也繼王建民與郭泓志之後，第3位在季後賽拿下勝投的台灣投手，同時也成為第一位在菜鳥賽季第一年進入季後賽拿下首勝的台灣投手。
11月13日，球季結束獲得美國聯盟新人王票選第4名
2013年
4月9日，客場先發對戰波士頓紅襪，主投6+1⁄3局，被打出5支安打，3次三振及2次保送，終場1比3輸球，吞下本季首敗；個人跨季連續9場先發未能拿到勝投，大聯盟生涯最長紀錄。
4月21日，主場先發對戰洛杉磯道奇，先發6局被打3支安打失1分，送出2次三振，4次保送，以6:1贏球，奪下本季首勝。
5月13日，先發對戰明尼蘇達雙城，主投5局無失分，被打出5支安打，送出3次三振，但因右斜肌拉傷提前退場，終場金鶯6:0勝雙城，仍拿下本季第3勝。。
7月11日，傷癒復出先發對戰德州游騎兵，主投7局失1分，被打出3支安打，送出4次三振3次保送，終場金鶯6:1勝遊騎兵，拿下本季第4勝。
球季結後進行右膝蓋骨刺的清除手術
2014年
陳偉殷再度登上棒球遊戲 MLB 14 the show 亞洲版封面。
4月9日，先發對戰紐約洋基，主投5局，被敲出1支全壘打在內的9支安打，送出3次三振失掉4分，但靠著隊友的強大火力支援，終場以14比5贏得比賽，拿下本季首勝。
7月20日，先發對戰奧克蘭運動家，主投5局被敲5支安打，包含1支陽春砲失3分，4次三振，奪下本季第10勝，旅美三個賽季以來第二個雙位數勝投的賽季，同時追平王建民在大聯盟兩個雙位數勝投的賽季。
7月26日，先發戰西雅圖水手，主投8局無失分，被打出5支安打，送出3次三振，拿下個人美職生涯第30勝，繼王建民後第二位台灣投手達成，此役對手先發岩隈久志因為在第3局被金鶯打下4分，吞下敗投，也是大聯盟史上第一位台灣投手擊敗日本投手的特殊紀錄。
8月20日，先發對戰芝加哥白襪，主投7+1⁄3局失掉三分，7次三振，終場金鶯以4:3擊敗白襪，陳偉殷獲得本季第13勝，超越菜鳥年單季12勝，締造生涯單季最多勝紀錄，而大聯盟生涯累積367次三振，超越王建民的364次，成為三振次數最多的旅美投手。
8月31日，先發對戰明尼蘇達雙城，主投6+2⁄3局失掉四分，送出7次三振，靠著隊友三支全壘打以及牛棚守成，終場金鶯以12:8擊敗雙城，陳偉殷獲得本季第14勝，超越2009年在日本職棒單季勝投數。
10月3日，季後賽 美國聯盟分區系列賽於系列賽第二戰面對底特律老虎，主投3+2⁄3局被打7支安打，包括2支全壘打失掉5分，不過靠著隊友在8局下攻下4分大局逃過敗投，終場金鶯7:6打敗老虎，系列賽金鶯取得2:0聽牌。
10月15日，季後賽美國聯盟冠軍賽系列賽第三戰面對堪薩斯皇家，成為首次以先發投手在美聯冠軍賽出戰的台灣投手，主投5+1⁄3局失2分，被打出7支安打，送出4次三振，1次保送，最終金鶯以1:2輸球，金鶯系列賽面臨0比3落後被聽牌的局面。
10月31日，金鶯宣布執行合約中2015年的475萬美元選擇權，續留陳偉殷一個球季。
2015年

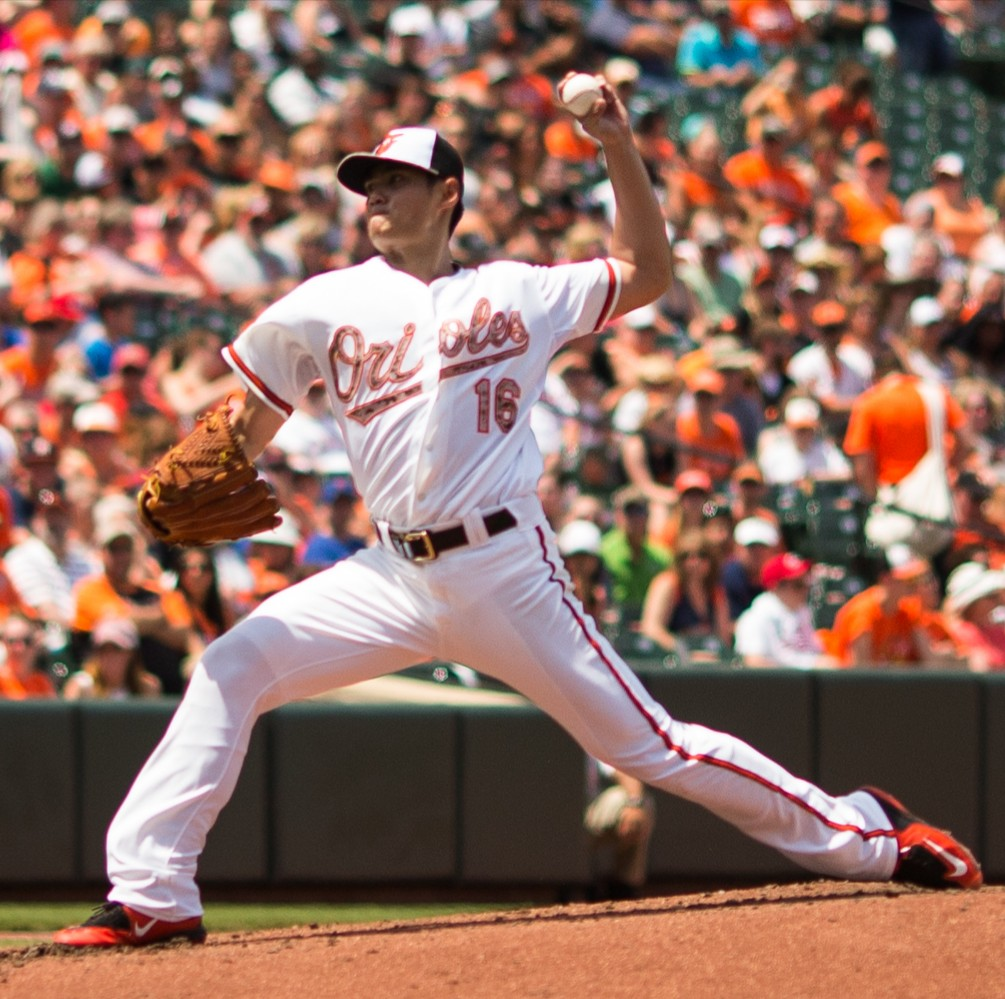
陳偉殷於2015年投球

4月14日，主場先發對戰紐約洋基，主投6局失2分，被打出4支安打，送出4次三振，無關勝負。陳偉殷達成大聯盟生涯400次三振的里程碑，大聯盟生涯累積402次三振。
5月9日，客場先發對戰紐約洋基，主投7局，被打五支安打失1分，送出7次三振，1次保送，終於拿下本季的首勝。
6月16日，為調整球員名單以增加野手板凳深度，金鶯行使選擇權，將陳偉殷在投出8局無失分，另外送出本季新高的9次三振，拿下第三勝之後，被短暫下放至小聯盟高階1A出賽。陳偉殷在推特上表達自己的不滿，聲稱自己身體無恙，但仍尊重球隊決定。
6月27日，重回大聯盟先發對戰克里夫蘭印地安人，與前一年度美國聯盟賽揚獎得主Corey Kluber對決。主投6局失2分，被敲7支安打，送出7次三振，2次保送，但牛棚放火，陳偉殷無關勝敗，終場金鶯4比3贏球。
9月20日，先發對戰坦帕灣光芒，主投7局被打6支安打失1分、7次三振，奪下本季第10勝，連續兩個球季達到雙位數的勝投，旅美四年來第三個雙位數勝投的球季，也寫下臺灣人在大聯盟的新高。
10月4日，陳偉殷球季結束，本季的得點圈被打擊率結算為.1698，全大聯盟投手最低。球季結束後，陳偉殷和隊友Chris Davis、Matt Wieters一起投身自由市場。

### 邁阿密馬林魚（2016年–2019年）
2016年

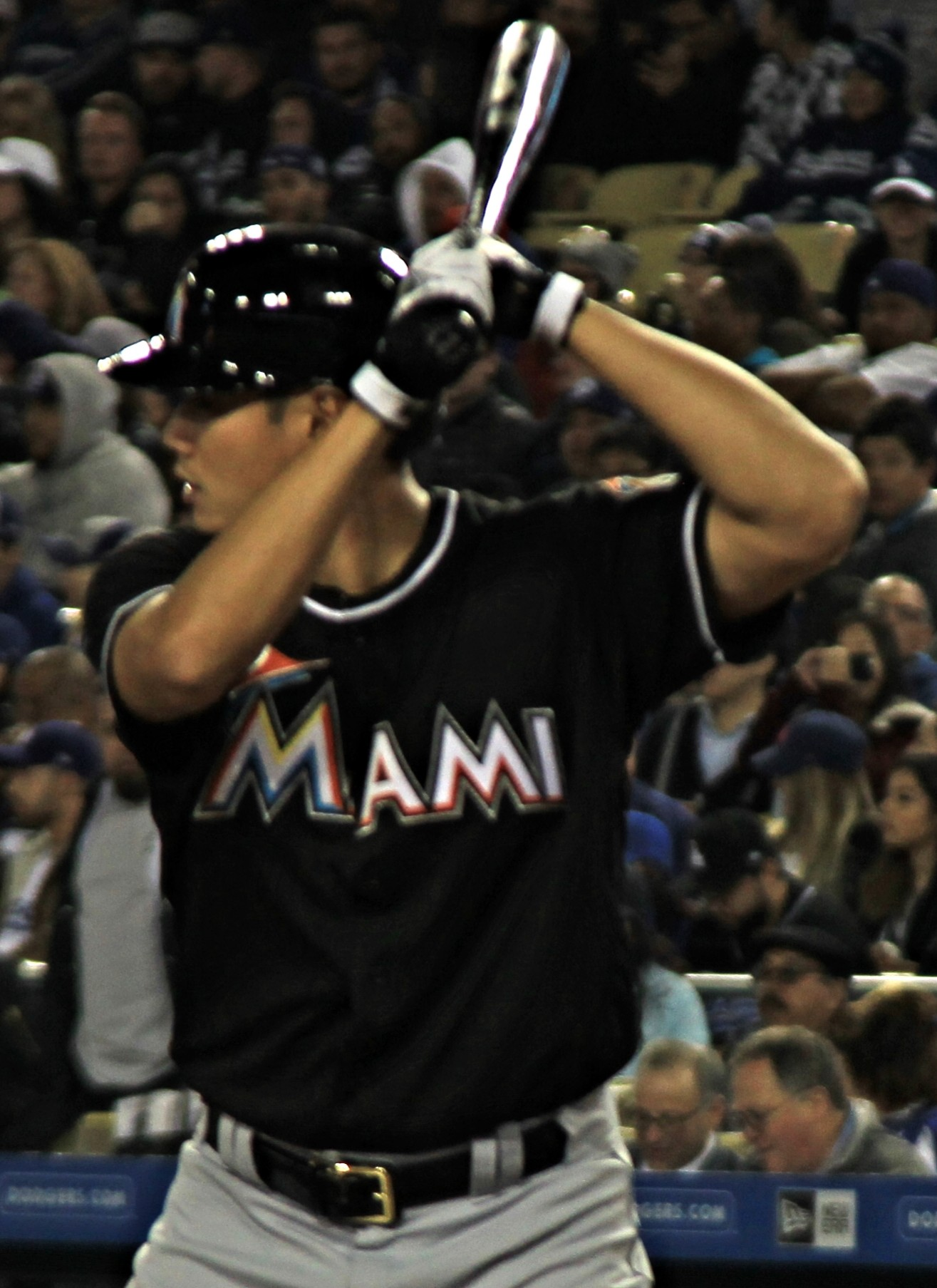
陳偉殷於2016年效力於國聯球隊邁阿密馬林魚，需上場打擊

1月12日，宣布與邁阿密馬林魚簽下合約，基本合約5年8,000萬美元（約27億台幣）、外帶2017年球季後的逃脫條款和2021年的1,600萬美元選擇權。這份合約超過王建民2009年在紐約洋基的500萬美元（1.6億台幣）年薪，立下台灣選手在大聯盟的最高年薪（2020年為2,200萬美元）記錄；最高年薪與合約總值皆超越了王建民、姚明、林書豪等人，成為華人運動員的新高。
4月6日，擔任2016球季馬林魚開幕戰先發投手，也是繼2008年王建民以後第2位在大聯盟擔任球隊開幕戰的台灣球員，於主場迎戰底特律老虎，主投5局5分責失，被打出9支安打(包含1支3分砲)，3次三振，無關勝負，最後延長賽馬林魚7比8輸老虎。
4月26日，客場出戰洛杉磯道奇，主投6+2⁄3局失2分，被打出6支安打，4次三振，1次保送，終場馬林魚3:2勝道奇，奪下加入馬林魚首勝。。
5月11日，主場迎戰密爾瓦基釀酒人，主投6+1⁄3局，被敲出6安，送出12次三振(平個人生涯紀錄)。最後馬林魚3:2獲勝，陳偉殷本季第3勝入手。
5月23日，首度在柑橘大戰登板投球，再度挑戰美職生涯第50勝，主投5+2⁄3局就被打出9支安打失5分。馬林魚靠著鈴木一朗單場4安帶動下，終場以7:6贏得史上第100場柑橘大戰(49W51L)。
6月13日，先發對戰聖地牙哥教士，主投6局，被打7支安打失4分，送出7次三振與1次保送。馬林魚靠著強大火力支援下，以13:4客場大勝對手，陳偉殷收下本季第4勝，第6度叩關美職生涯第50勝成功。
7月20日，對費城費城人的比賽後，因手肘傷勢被放入15天傷兵名單，相隔約2個月後，於9月19日才再次於大聯盟出賽。隔年4月馬林魚球團公佈了這段期間陳是因左手肘韌帶有部分撕裂的傷勢，接受了PRP療法（自體血小板免疫血清回輸療法）治療。
2017年
4月8日，本季首場先發對戰紐約大都會，主投6局，被打出7支安打，僅1分責失，送出5次三振，1次保送；2局上半陳偉殷擊出游擊方向軟弱的滾地球，形成一支內野安打，這支安打為個人生涯在大聯盟的首支安打，並終止自旅美以來連續51個打數無安打。
4月18日先發對西雅圖水手，繳出7局無安打無失分，2三振，2保送的佳績，但於8局時遭換投，無緣挑戰無安打比賽紀錄；賽後總教練表示，由於陳偉殷的手肘有著部分韌帶撕裂的隱憂存在，為了迴避傷勢惡化的風險，決定將陳偉殷換下場。
5月3日，由於手臂疲勞被放入10天傷兵名單，休養後起色不大，經檢查後決定迴避外科手術，再次進行PRP療法治療。
9月4日，相隔約4個月後以中繼投手身份回歸大聯盟，面對華盛頓國民主投1局，3上3下無失分。
9月底因肘部發炎提前結束本年度球季，經檢查後再次於肘部進行了PRP療法治療。
2018年

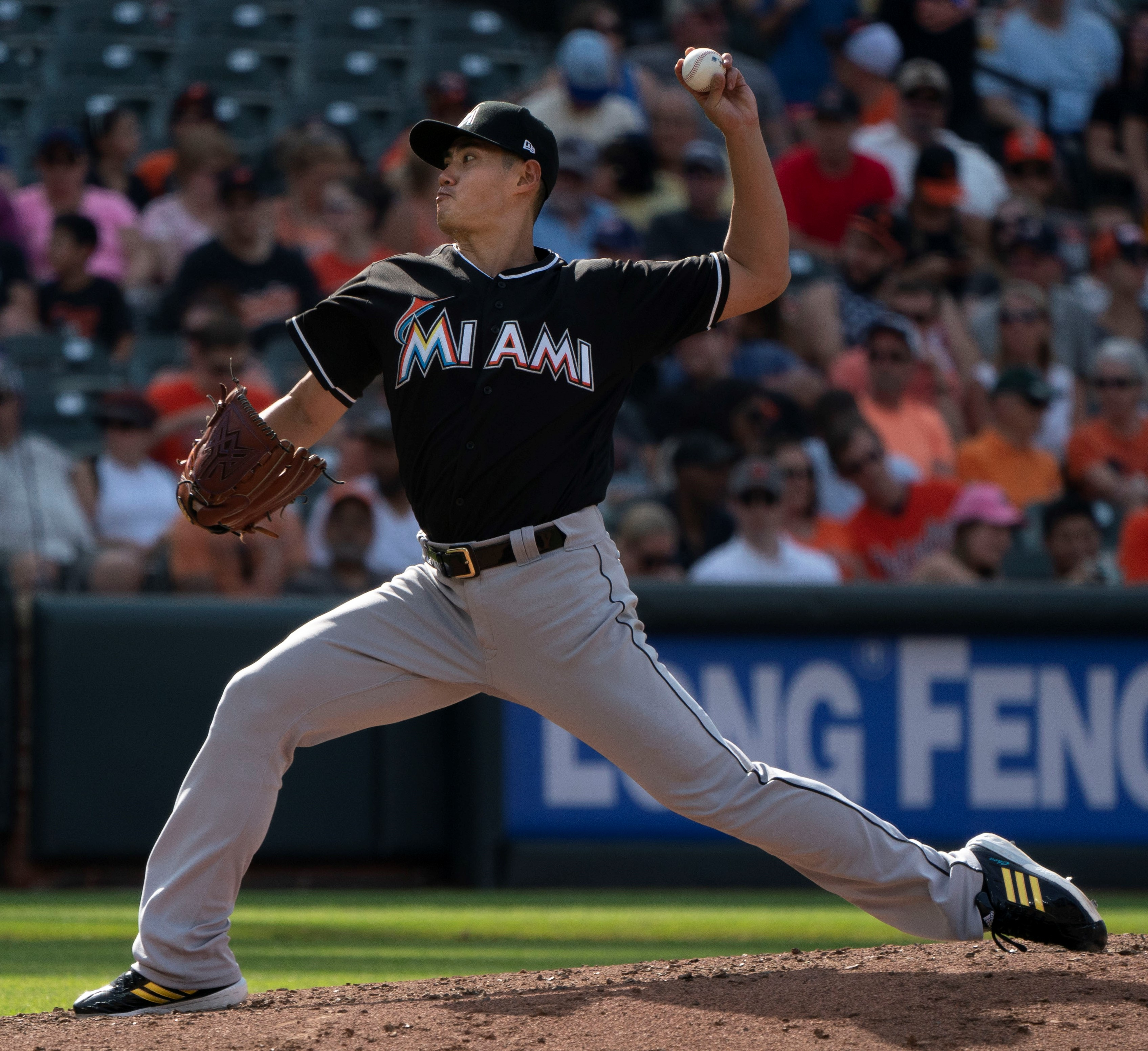
陳偉殷於2018年效力於邁阿密馬林魚

4月29日，傷癒復出後首度先發，主場面對科羅拉多洛磯，主投5+1⁄3局失1分，被打出4支安打，3次三振及2次保送，拿下本季首勝。
5月31日，先發對戰聖地牙哥教士，1+2⁄3局失4分後即遭換下場，此為個人在大聯盟的最短先發局數，但本場亦擊出安打拿下了個人在大聯盟的首分打點，最終吞下敗投。
6月17日，加入馬林魚之後首度面對老東家巴爾的摩金鶯，主投6局失3分，被打出8支安打，2次三振及1次保送，最終馬林魚5比4打敗金鶯，拿下本季第2勝。
7月25日，主場先發對戰亞特蘭大勇士，主投6局失3分，被打出5支安打，4次三振3次保送，睽違一個月終於拿下本季第3勝；5局下敲出一支二壘安打，為個人大聯盟生涯首支長打，之後也跑回本壘，亦為大聯盟生涯首度得分，隨後馬林魚打線延續進攻灌進5分，終場馬林魚9比3大勝勇士。
2019年

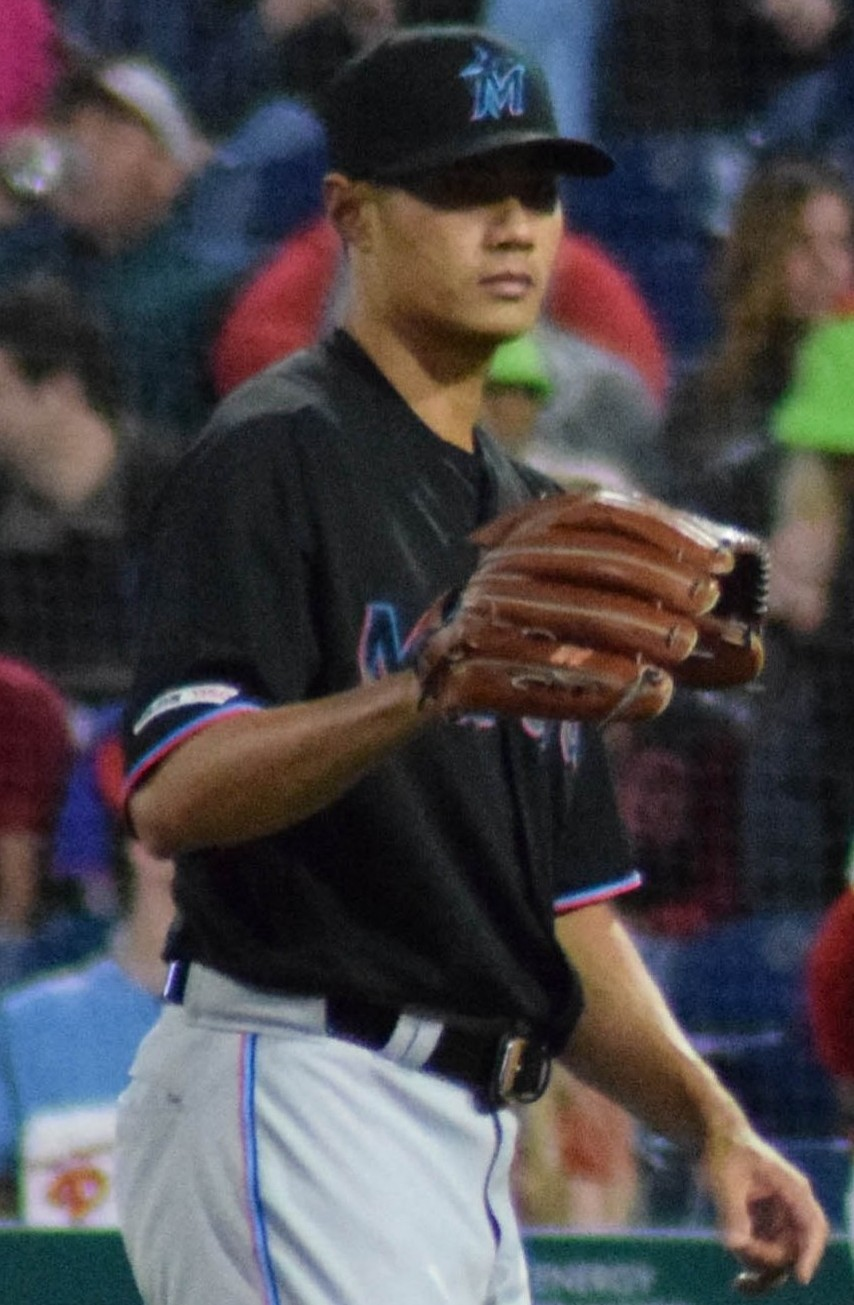
陳偉殷於2019年，為美職生涯最終季

3月25日，邁阿密馬林魚總教練Don Mattingly在最後一場春訓賽賽前，宣布開季輪值名單，陳偉殷確定被定位在長中繼角色，視賽季進行情況擔任緊急先發投手。
11月20日，馬林魚球團為了替40人名單騰出空間，宣布指定讓渡陳偉殷。
11月25日，陳偉殷遭馬林魚釋出。

### 西雅圖水手（2020年）
1月底，以小聯盟約附帶春訓邀請加入西雅圖水手。
6月27日，陳偉殷被西雅圖水手釋出。
因受嚴重特殊傳染性肺炎疫情影響，成為2020年美國職棒大聯盟球季中薪水最高之球員。

### 千葉羅德海洋（2020年）
2020年9月21日，相隔八年再度重返日本職棒，以簽約金3,000萬日幣加盟千葉羅德海洋。
10月14日，回歸日職初登板面對樂天金鷲隊，主投6局被擊出7支安打，失2分，投出4次三振，無奈羅德隊打線熄火，終場1:4苦吞首敗。

### 阪神虎（2021年–2022年）
2020年12月22日，阪神虎宣布與陳偉殷簽下2年合約，年薪200萬元美金，背號為14號，成為阪神隊史第8位台灣選手。
4月29日，面對老東家中日龍，先發6局被打5支安打失1分、4次三振，奪下本季首勝，同時也是重返日職後的首勝，相隔3,497天的勝投，是日職洋將史上相隔最久的紀錄。
2022年陳偉殷在6月22日被阪神虎放進指定讓渡名單，6月29日期滿7天，日職官網正式公告，陳偉殷成為自由球員

### 宣布退休
2025年2月26日，陳偉殷在社群媒體上宣布退休。中日龍隊宣布於3月16日在名古屋巨蛋對埼玉西武獅的比賽前為其舉行引退活動。巴爾的摩金鶯隊也發出聲明，肯定陳偉殷效力時期的貢獻，並且給與祝福。
2025年3月21日，在台灣舉行引退記者會。

## 國手記錄
- 2002年古巴洲際盃
- 2003年BFA亞洲青棒賽
- 2003年古巴世界盃
- 2004年雅典奧運
- 2008年北京奧運

## 技術特點
左投的陳偉殷採四分之三（斜肩投球）的姿勢，實戰球路為速球（四縫線與二縫線）和主力變化球滑球，加上對應右打者的變速球，也投部分曲球作為配球。最快曾達96mph（約154km/h）的四縫線速球具有優良的尾勁，為使用速球時的大宗，也是陳最好的球路，威力在其他球種之上，為其解決打者的主要武器。在2016年的手肘韌帶傷勢後，相比金鶯時期的平均球速91.4mph（約147.1km/h），陳的速度已略有下滑，退化至平均90.9mph（約146km/h）。而陳也改變自己的配球，加入新練的切球於實戰球路中。
身為一名飛球型投手，即使陳的控球很不錯（MLB生涯BB/9為2.3），但依然呈現易於被擊出長打的傾向；其大聯盟生涯的被全壘打率（HR/9）達1.3，高過大聯盟的平均值。

## 獲獎與榮譽
- 日本職棒中央聯盟最優秀防禦率王：1回 （2009年）
- 日本職棒中央聯盟月間MVP：1回 （2009年8月）

## 生涯成績

### 日職時期
|           |              |            |     |    |    |   |   |    |    |   |    |       |       |         |     |    |     |   |    |     |    |   |     |     |      | WHIP |
| --------- | ------------ | ---------- | --- | -- | -- | - | - | -- | -- | - | -- | ----- | ----- | ------- | --- | -- | --- | - | -- | --- | -- | - | --- | --- | ---- | ---- |
| 2005      | 中日龍       | 中央聯盟   | 10  | 1  | 0  | 0 | 0 | 0  | 0  | 1 | 1  | ----  | 92    | 19+1⁄3  | 29  | 3  | 6   | 0 | 0  | 20  | 2  | 0 | 17  | 13  | 6.05 | 1.81 |
| 2008      | 中日龍       | 中央聯盟   | 39  | 14 | 1  | 1 | 0 | 7  | 6  | 0 | 12 | .538  | 474   | 114+2⁄3 | 101 | 7  | 33  | 0 | 5  | 107 | 5  | 0 | 40  | 37  | 2.90 | 1.17 |
| 2009      | 中日龍       | 中央聯盟   | 24  | 23 | 5  | 4 | 2 | 8  | 4  | 0 | 0  | .667  | 644   | 164     | 113 | 10 | 40  | 0 | 3  | 146 | 2  | 0 | 32  | 28  | 1.54 | 0.93 |
| 2010      | 中日龍       | 中央聯盟   | 29  | 27 | 3  | 2 | 0 | 13 | 10 | 0 | 1  | .565  | 773   | 188     | 166 | 21 | 49  | 2 | 8  | 153 | 5  | 0 | 63  | 60  | 2.87 | 1.14 |
| 2011      | 中日龍       | 中央聯盟   | 25  | 24 | 4  | 1 | 2 | 8  | 10 | 0 | 0  | .444  | 659   | 164+2⁄3 | 138 | 9  | 31  | 2 | 5  | 94  | 2  | 0 | 57  | 49  | 2.68 | 1.03 |
| 2020      | 千葉羅德海洋 | 太平洋聯盟 | 4   | 4  | 0  | 0 | 0 | 0  | 3  | 0 | 0  | .000  | 102   | 26      | 22  | 4  | 4   | 0 | 0  | 14  | 2  | 0 | 7   | 7   | 2.42 | 1.00 |
| 2021      | 阪神虎       | 中央聯盟   | 2   | 2  | 0  | 0 | 0 | 1  | 0  | 0 | 0  | 1.000 | 39    | 9+1⁄3   | 10  | 0  | 3   | 0 | 0  | 7   | 0  | 0 | 5   | 4   | 3.86 | 1.39 |
| 通算：7年 | 通算：7年    | 通算：7年  | 133 | 95 | 14 | 8 | 4 | 37 | 33 | 1 | 14 | .529  | 2,783 | 686     | 579 | 54 | 166 | 5 | 21 | 541 | 18 | 0 | 221 | 198 | 2.60 | 1.09 |

* 2011年度結束時
* 2020季中加入
- 各年度粗體字為該聯盟最高

### 美職大聯盟

#### 例行賽投球成績
|      |              |          | 出賽 | 先發 | 局數      | 勝投 | 敗投 | 中繼 | 救援 | 完投 | 完封 | 觸身 | 保送 | 故意四壞 | 三振 | 被安打 | 被全壘打 | 責失 | 勝率 | 防禦率 | 被打擊率 | WHIP | 滾飛比 |
| ---- | ------------ | -------- | ---- | ---- | --------- | ---- | ---- | ---- | ---- | ---- | ---- | ---- | ---- | -------- | ---- | ------ | -------- | ---- | ---- | ------ | -------- | ---- | ------ |
| 2012 | 巴爾的摩金鶯 | 美國聯盟 | 32   | 32   | 192+2⁄3   | 12   | 11   | 0    | 0    | 0    | 0    | 5    | 57   | 0        | 154  | 186    | 29       | 86   | .521 | 4.02   | .250     | 1.26 | 0.75   |
| 2013 | 巴爾的摩金鶯 | 美國聯盟 | 23   | 23   | 137       | 7    | 7    | 0    | 0    | 0    | 0    | 2    | 39   | 2        | 104  | 142    | 17       | 62   | .500 | 4.07   | .272     | 1.32 | 0.69   |
| 2014 | 巴爾的摩金鶯 | 美國聯盟 | 31   | 31   | 185+2⁄3   | 16   | 6    | 0    | 0    | 0    | 0    | 3    | 35   | 2        | 136  | 193    | 23       | 73   | .727 | 3.54   | .266     | 1.23 | 0.89   |
| 2015 | 巴爾的摩金鶯 | 美國聯盟 | 31   | 31   | 191+1⁄3   | 11   | 8    | 0    | 0    | 0    | 0    | 5    | 41   | 0        | 153  | 192    | 28       | 71   | .579 | 3.34   | .262     | 1.22 | 0.95   |
| 2016 | 邁阿密馬林魚 | 國家聯盟 | 22   | 22   | 123+1⁄3   | 5    | 5    | 0    | 0    | 0    | 0    | 3    | 24   | 0        | 100  | 134    | 22       | 68   | .500 | 4.96   | .276     | 1.28 | 0.90   |
| 2017 | 邁阿密馬林魚 | 國家聯盟 | 9    | 5    | 33        | 2    | 1    | 0    | 0    | 0    | 0    | 1    | 9    | 0        | 25   | 25     | 3        | 14   | .667 | 3.82   | .207     | 1.03 | 0.71   |
| 2018 | 邁阿密馬林魚 | 國家聯盟 | 26   | 26   | 133+1⁄3   | 6    | 12   | 0    | 0    | 0    | 0    | 1    | 47   | 6        | 111  | 131    | 19       | 71   | .333 | 4.79   | .256     | 1.34 | 0.73   |
| 2019 | 邁阿密馬林魚 | 國家聯盟 | 45   | 0    | 68+1⁄3    | 0    | 1    | 3    | 0    | 0    | 0    | 5    | 18   | 2        | 63   | 87     | 15       | 50   | .000 | 6.59   | .311     | 1.54 | 0.91   |
| 合計 | 8年          | 8年      | 219  | 170  | 1,064+2⁄3 | 59   | 51   | 3    | 0    | 0    | 0    | 25   | 270  | 12       | 846  | 1,090  | 156      | 495  | .536 | 4.18   | .264     | 1.28 | 0.82   |

#### 分區系列賽投球成績
| 年度 | 所屬球隊     | 聯盟     | 出賽 | 先發 | 局數  | 勝投 | 敗投 | 中繼 | 救援 | 完投 | 完封 | 觸身 | 保送 | 故意四壞 | 三振 | 被安打 | 被全壘打 | 責失 | 勝率  | 防禦率 | 被打擊率 | WHIP | 滾飛比 |
| ---- | ------------ | -------- | ---- | ---- | ----- | ---- | ---- | ---- | ---- | ---- | ---- | ---- | ---- | -------- | ---- | ------ | -------- | ---- | ----- | ------ | -------- | ---- | ------ |
| 2012 | 巴爾的摩金鶯 | 美國聯盟 | 1    | 1    | 6+1⁄3 | 1    | 0    | 0    | 0    | 0    | 0    | 0    | 1    | 0        | 3    | 8      | 0        | 1    | 1.000 | 1.42   | .286     | 1.42 | 1.13   |
| 2014 | 巴爾的摩金鶯 | 美國聯盟 | 1    | 1    | 3+2⁄3 | 0    | 0    | 0    | 0    | 0    | 0    | 0    | 0    | 0        | 3    | 7      | 2        | 5    | .000  | 12.27  | .389     | 1.91 | 0.60   |
| 合計 | 2年          | 2年      | 2    | 2    | 10    | 1    | 0    | 0    | 0    | 0    | 0    | 0    | 1    | 0        | 6    | 15     | 2        | 6    | 1.000 | 5.40   | .326     | 1.60 | 0.92   |

#### 聯盟冠軍賽投球成績
| 年度 | 所屬球隊     | 聯盟     | 出賽 | 先發 | 局數  | 勝投 | 敗投 | 中繼 | 救援 | 完投 | 完封 | 觸身 | 保送 | 故意四壞 | 三振 | 被安打 | 被全壘打 | 責失 | 勝率 | 防禦率 | 被打擊率 | WHIP | 滾飛比 |
| ---- | ------------ | -------- | ---- | ---- | ----- | ---- | ---- | ---- | ---- | ---- | ---- | ---- | ---- | -------- | ---- | ------ | -------- | ---- | ---- | ------ | -------- | ---- | ------ |
| 2014 | 巴爾的摩金鶯 | 美國聯盟 | 1    | 1    | 5+1⁄3 | 0    | 1    | 0    | 0    | 0    | 0    | 0    | 1    | 0        | 4    | 7      | 0        | 2    | .000 | 3.38   | .333     | 1.50 | 1.50   |

### 美職小聯盟
| 年度 | 所屬球隊           | 等級   | 聯盟         | 出賽 | 先發 | 局數 | 勝投 | 敗投 | 中繼 | 救援 | 完投 | 完封 | 觸身 | 保送 | 故意四壞 | 三振 | 被安打 | 被全壘打 | 責失 | 勝率  | 防禦率 | 被打擊率 | WHIP | 滾飛比 |
| ---- | ------------------ | ------ | ------------ | ---- | ---- | ---- | ---- | ---- | ---- | ---- | ---- | ---- | ---- | ---- | -------- | ---- | ------ | -------- | ---- | ----- | ------ | -------- | ---- | ------ |
| 2013 | 包威灣襪隊         | AA     | 東方聯盟     | 2    | 2    | 12   | 1    | 0    | 0    | 0    | 0    | 0    | 0    | 2    | 0        | 8    | 9      | 0        | 4    | 1.000 | 3.00   | .214     | 0.92 | 0.79   |
| 2015 | 佛列德利克關鍵者隊 | High-A | 卡羅萊纳聯盟 | 1    | 1    | 3    | 0    | 0    | 0    | 0    | 0    | 0    | 0    | 0    | 0        | 2    | 1      | 0        | 0    | .000  | 0.00   | .100     | 0.33 | 0.75   |

## 資訊與其他

### 球衣背號
NPB
- 74  （2004年）
- 31  （2005年）
- 28  （2006年）
- 203 （2007年）
- 21  （2008年－2011年）
- 58  （2020年）
- 14  （2021年-2022年）

MLB
- 16  （2012年－2015年）
- 54  （2016年－2018年）
- 20  （2019年－2020年）

### 投手記錄
- 首次登板：2005年4月3日、對橫濱灣星3回戰（名古屋巨蛋）、6局上救援登板、2回5失分
- 首次奪三振：同上、6局上万永貴司
- 首次中繼成功：2005年7月27日、對橫濱灣星9回戰（山形縣野球場）
- 首次先發：2005年8月4日、對養樂多燕子14回戰（浜松球場）
- 首次救援：2005年8月7日、對橫濱灣星12回戰（横濱球場）
- 首次勝利：2008年4月2日、對讀賣巨人2回戰（東京巨蛋）、2局下救援登板、5 2/3回無失分
- 首次先發勝利：2008年7月16日、對讀賣巨人14回戰（札幌巨蛋）、7回1失分
- 首次完投勝利・的首次完封勝利：2008年9月22日、對東京養樂多燕子21回戰（名古屋巨蛋）、4安打10奪三振
- 最多完封：2009年

### 打撃紀錄
- 首次安打：2005年8月4日，對養樂多燕子14回戰（浜松球場），3局下石川雅規遊撃内野安打
- MLB首次安打：2017年4月8日(UTC+8)，對大都會投手Zack Wheeler（Citi Field），4局下內野安打

### 特殊事件與軼聞
- 高中棒球聯賽單場奪三振紀錄（22次）保持人。
- 2009年8月日本職棒中央聯盟投手MVP，也是史上首位獲得單月MVP的有育成球員經歷者。
- 2009年時將自己的姓氏與青天白日國徽組合而成的圖案繡在球衣內衣領口。現在使用的手套上也同樣有此圖案刺繡。
- 2012年，台灣第一位於美國職棒大聯盟擁有複數年合約的球員。
- 第一位在美國職棒的首場出賽就是大聯盟的台灣球員。
- 具有日本職棒一軍、美國大聯盟的台灣第一人。
- 大聯盟第一年便取得12勝的台灣第一人。
- 大聯盟第一年就在季後賽中取得勝投的台灣第一人。
- 大聯盟第一次登板就在季後賽中取得勝投的台灣第一人。
- 以周杰倫的歌曲夢想啟動作為出場曲;亦是大聯盟第一次使用華語歌曲作為出場曲。
- 2013年無酬演出公視除夕戲劇《穿越101》。
- 2013年，陳偉殷登上了美職棒球遊戲「MLB 13 THE SHOW」亞版遊戲封面。陳偉殷是第4位台灣棒球選手登上封面人物(前3位是陳金鋒、曹錦輝、王建民)

## 個人生活

### 家庭
2009年與一般上班族的妻子蔡意雯結婚，其妻舅為綜藝節目《大學生了沒》出道的藝人夏和熙。2012年11月12日，長子Karsten誕生。2014年11月15日，次子Kyle誕生。

### 公益
原為「陳偉殷棒球獎學金」，於2012年底成立，至2015年轉型為「公益信託希望基金」。已加盟中華職棒的林承飛、林子崴、林政賢、張閔勛、楊家維，以及旅美好手曾仁和、宋文華都曾領過「陳偉殷棒球獎學金」。

## 外部連結
- 陳偉殷在美國職棒（英语）
- 陳偉殷在日本職棒（英语）
- 陳偉殷在Baseball-Reference.com（大聯盟）（英语）
- 陳偉殷在ESPN（MLB）（英语）
- 陳偉殷在FanGraphs.com（英语）
- 陳偉殷在The Baseball Cube（英语）
- 陳偉殷在Olympics.com（英语）
- 陳偉殷在Olympedia（英语）
- 陳偉殷的Facebook專頁
- 陳偉殷的Instagram帳戶
- 陳偉殷的X（前Twitter）
- 陳偉殷在台灣棒球維基館上的頁面（繁體中文）